# غار ورواسی
غار ورواسی از پایگاه‌های باستان‌شناسی ایران در استان کرمانشاه از دوره پارینه‌سنگی میانه است. غار ورواسی در ۱۱ کیلومتری شمال شرقی کرمانشاه، در دامنه کوه واسی قرار دارد و پناهگاهی برای شکارچیان بوده‌است. از این غار اشیا سنگی مربوط به دوره موسترین به دست آمده‌است.